# Felseidechse
Die Felseidechse (Darevskia saxicola) ist eine Art der Kaukasischen Felseidechsen innerhalb der Familie der Echten Eidechsen. Sie lebt im Kaukasus.

## Merkmale
Eine mittelgroße, deutlich abgeflachte Eidechse, die im Erscheinungsbild einer Mauereidechse ähnelt. Mit 7 cm Kopf-Rumpf-Länge und 23 cm Gesamtlänge stellt sie nach der Kielschwanz-Felseidechse die zweitgrößte Art der Kaukasischen Felseidechsen dar. Die Rückenschuppen sind glatt oder weisen schwach angedeutete Kiele auf, an den Flanken sind sie nicht größer als auf dem Rücken. Im vorderen Schwanzdrittel sind die Schuppen der Oberseite dagegen deutlich gekielt. Das Halsband ist gerade oder schwach gesägt.
Die Grundfarbe des Rückens ist bei den Männchen grün, bei den Weibchen graubraun oder bräunlich-grau, nur in der Hochgebirgszone des zentralen Kaukasus werden auch grüne Weibchen angetroffen. Darauf finden sich oft zwei Reihen dunkler, unregelmäßiger, manchmal schnörkelhafter Flecken. Über die Flanken ziehen dunkle, breite Bänder, die aus zusammenfließenden oder geteilten Flecken bestehen und zahlreiche helle Flecken freilassen. Während der Paarungszeit finden sich besonders bei den Männchen blaue Flecken an den Flanken und den Bauchrändern. Die Unterseite ist dunkelorange oder dottergelb bei den Männchen und gelblich oder rötlich bei den Weibchen. Die Jungtiere zeichnen sich durch eine bläulich-graue hintere Schwanzhälfte aus.

## Verwechslungsarten
Von der Kielschwanz-Felseidechse (Darevskia rudis) unterscheidet sich die Felseidechse durch einen längeren Schwanz und die abweichende Färbung und von der Kaukasischen Felseidechse (Darevskia caucasica) durch die gut entwickelten Kiele auf den Schuppen der Schwanzoberseite.
Drei ehemalige Unterarten der Felseidechse besitzen mittlerweile Artstatus, nämlich Brauners Felseidechse, die Krim-Felseidechse und die Schwarzmeer-Felseidechse.

## Verbreitung
Schwerpunktmäßig kommt die Art auf russischem Gebiet vor, vor allem an den Nordhängen des Großen Kaukasus (Krasnodarer Gebiet), in dessen zentralem Teil (Stawropoler Gebiet) und in Kabardino-Balkarien (vom Kuban-Becken im Westen bis zur Chegem-Schlucht im Osten). Daneben gibt es isolierte Populationen auf der Südseite des Kaukasus-Hauptkammes in Georgien.

## Lebensraum
Von Meeresspiegelhöhe bis 2600 m über NN. Besiedelt werden verschiedenartige Felslebensräume, vor allem des Berg- und Hügellandes, wo sie am häufigsten auf Geröllflächen, großen Felsblöcken an Flussufern, aus der Vegetation ragenden Steinen, an felsigen Straßenböschungen, aber auch an Baumstämmen im Wald zu finden ist. Auch an Ruinen und Gebäudewänden, aufgeschichteten Holzhaufen, Zäunen, sowie den unteren Bereichen von Dämmen, Brücken und Aquädukten finden sich die Tiere.

## Lebensweise
Im Nordkaukasus kommen die Tiere gegen Mitte März aus den Winterquartieren, im September werden die Winterquartiere aufgesucht. An der kaukasischen Schwarzmeerküste mit ihrem milden Klima lassen sich hingegen auch Tiere im Winter beobachten. Die Paarungen finden im Juni statt. Dabei werden die Weibchen von den Männchen meist an der Schwanzwurzel, Hüfte oder Flanke gepackt, anschließend wird die 2–4 Minuten dauernde Kopulation vollzogen. Im Juli/August legen die Weibchen 3–6 Eier, die 12–16 mm lang und 6–8 mm breit sind. Die Jungtiere schlüpfen von Ende August bis Anfang Oktober. Im Frühjahr ist sie häufig beim Sonnenbaden zu beobachten, im Sommer am besten von 9–11 und 16–17 Uhr.
Die Nahrung besteht vor allem aus Zweiflüglern, Heuschrecken, Ameisen und anderen Hautflüglern, Schmetterlingen, Käfern, Ohrwürmern, Asseln und Spinnen. Gelegentlich werden auch Schnecken, Regenwürmer und Pflanzenteile gefressen. Auffällig ist, dass unter den Beutetieren viele schnellfliegende und bewegliche Arten sind, die mit präzisen, teils weiten Sprüngen aus der Luft gefangen werden. Als Feinde werden in erster Linie Schlangen genannt, wie die Schlingnatter, Schlanknatter, Kaspische Pfeilnatter, Äskulapnatter oder Kaukasusotter. Wird die Eidechse von einer Schlange gepackt, biegt sie sich um und fasst mit ihren Kiefern ein Hinterbein. Dadurch bildet sie einen Kreis, so dass die Schlange keinen Anfang zum Hinunterschlingen findet und sich oft mit dem abgeworfenen Schwanz zufriedengibt.

## Gefährdung
Die IUCN listet die Art als nicht gefährdet (least concern) mit einer stabilen Population. Die Art ist verbreitet und oftmals häufig. Einige isolierte Populationen im Nordosten des Verbreitungsgebietes (Stawropoler Gebiet) sind allerdings im 20. Jahrhundert erloschen.